# Galaxina
Galaxina es una comedia y película de ciencia ficción estadounidense de bajo presupuesto, escrita y dirigida por William Sachs. Se estrenó en 1980. La película está protagonizada por Dorothy Stratten, Playmate del año 1980, que fue asesinada por su esposo poco después del estreno de la película.
Además de sus homenajes y parodias de los pilares de la ciencia ficción Star Trek (1966), Star Wars (1977) y Alien (1979), esta película también se burla del wéstern. Ganó el Premio del Público en el Festival Internacional de Cine Fantástico de Bruselas de 1983.
Una película vista por los personajes de Galaxina es un clip de la película de ciencia ficción del bloque del Este Primera nave espacial en Venus, estrenada en 1960. El clip se utiliza porque la Primera nave espacial en Venus era una película de Crown International cuando se lanzó por primera vez en los Estados Unidos en 1962.

## Trama
En 3008, la tripulación del crucero Infinity de la Policía Espacial Intergaláctica está de patrulla en el espacio profundo. El barco está capitaneado por el incompetente Cornelius Butt (Avery Schreiber) y sus tripulantes: su primer oficial, el sargento Thor (Stephen Macht); el piloto "vaquero espacial" Pvt. Robert "Buzz" McHenry (JD Hinton); Maurice (Lionel Mark Smith), un extraterrestre humanoide negro con orejas puntiagudas y alas de murciélago; y Sam (Tad Horino), un hombre asiático que cita a Confucio . También a bordo está Galaxina (Dorothy Stratten), una voluptuosa sirvienta androide rubia, y Rock-Eater, un prisionero alienígena devorador de rocas confinado en la nave.
Mientras el Infinity se esconde detrás de un asteroide, un barco parecido a un pájaro de aspecto sospechoso pasa volando. El capitán decide perseguirlo. Intentan interrogar al piloto de la nave, una misteriosa figura enmascarada que termina bruscamente las comunicaciones. Las dos naves intercambian fuego láser, pero la nave pájaro se escapa. Después del encuentro, Galaxina sirve una cena de pastillas alimenticias con sabor a pollo al Capitán Butt, Thor y Buzz. Los tres hombres están atónitos por su belleza, y Thor recibe una descarga eléctrica cuando le da una palmada en las nalgas. Cansado de la pastilla-comida, el Capitán Butt decide comerse un huevo alienígena confiscado al prisionero devorador de rocas. El huevo lo enferma y, encima de la mesa de la cena, imitando la escena de la película Alien, tose una criatura alienígena bebé que rápidamente se escabulle.
Más tarde, la tripulación recibe órdenes de dirigirse al planeta prisión Altair One para recuperar una piedra preciosa robada de valor incalculable llamada Blue Star. Cada vez que se menciona la piedra, los personajes escuchan un coro celestial invisible. El viaje tardará 27 años en completarse, lo que requiere que la tripulación entre en sueño criogénico. Antes de hacerlo, hacen una parada rápida en un burdel de asteroides.
Galaxina permanece a cargo de la nave mientras la tripulación está en estasis . Mientras está sola, se reprograma a sí misma para volverse más humana. Aprende a hablar y desactiva su mecanismo de defensa eléctrica. Visita preriódicamente la cámara donde duerme Thor, abrazándole y diciéndole al que lo ama. Más tarde, el bebé alienígena visita la cámara de Butt y manipula los controles. Cuando la tripulación se despierta en su destino, Butt emerge de su cápsula como un anciano con el pelo gris desgreñado.
Galaxina enamora y seduce a Thor. Aunque carece del hardware adecuado para tener relaciones sexuales, le asegura a Thor que estos componentes se pueden pedir desde el catálogo de elementos para androides. Thor solo puede fantasear con Galaxina hasta que regresen a casa y obtengan sus modificaciones.
La nave llega a Altair Uno y aterriza. Sabiendo que los extraterrestres locales son hostiles a los humanos, Galaxina se ofrece voluntariamente para ir a buscar la Estrella Azul mientras los demás permanecen en la nave. Entra en la ciudad en un "restaurante para humanos", y descubre que esto significa que el restaurante sirve a los humanos como alimento para criaturas alienígenas. Allí encuentra a Ordric, la figura enmascarada que la tripulación encontró antes. Ordric posee la Estrella Azul y Galaxina lo ataca. Galaxina descubre que Ordric es un robot cuando le rompe la cabeza. Ordric se desactiva y Galaxina toma la estrella.
Mientras huye de la ciudad, es capturada por una banda de motociclistas, descendientes de los primeros colonos de Altair One. Su líder anuncia que sacrificará a Galaxina a su deidad, " Harley-David-Son", y con el poder de la Estrella Azul tomará el control del universo.
Thor y Buzz, que han estado buscando a Galaxina, la rescatan de los motociclistas y regresan a la nave. Ordric ataca y aborda el Infinity tan pronto como llegan al espacio. Recupera la Estrella Azul y confina a todos en el calabozo. El bebé alienígena, ahora completamente desarrollado, se cuela en el puente y ataca a Ordric. La criatura, creyendo que Butt es su madre, le da a Butt las llaves de la puerta de la celda.
La tripulación escapa y se dirige al puente, encontrando a Ordric despedazado. Mientras contemplan la recompensa que recibirán por devolver la Estrella Azul, notan que Rock-Eater se la ha comido.

## Reparto
- Stephen Macht como el sargento Thor.
- Avery Schreiber como Capitán Cornelius Butt.
- James David Hinton como Buzz.
- Dorothy Stratten como Galaxina.
- Lionel Mark Smith como Maurice.
- Tad Horino como Sam Wo.
- Ronald J. Knight como Ordric.
- Percy Rodrigues como la voz de Ordric.
- Herb Kaplowitz como Rock Eater / Kitty / Ugly Alien Woman.
- Nancy McCauley como Elexia.
- Fred D. Scott como Comandante Garrity.
- George Mather como Horn Man.
- Susan Kiger como Blue Girl.
- Rhonda Shear como Mime / Robot.

## Producción
Originalmente, se suponía que la película se rodaría en 20 días. Debido al mal tiempo, algunos decorados no se pudieron utilizar y la producción perdió varios días de rodaje. Como resultado, los productores exigieron que se cortaran las escenas para terminar el rodaje a tiempo. Debido a que estas escenas faltan en la película final, el director William Sachs dice que el corte final es "demasiado lento", ya que lo habría editado con un estilo más rápido si hubiera podido incluir las escenas que nunca se filmaron.